# Segunda División de Gibraltar 2014-15
La Temporada 2014/15 (conocida como la División de Seguros Premier Argus por razones de patrocinio) fue la edición 99a de la Gibraltar Second Division, desde su creación - el segundo nivel del fútbol en Gibraltar. La liga se amplió esta temporada, y fue disputada por doce clubes, un requisito para la entrada en la ascenso Gibraltar Football League.  La temporada comenzó el 16 de agosto de 2014.

## Ascensos y descensos
| Zona | Descendidos del Second Division 2013–14 |
| ---- | --------------------------------------- |
| 12°  | Lions F. C.                             |

| Posición   | Ascendidos del Third Division 2013/14 |
| ---------- | ------------------------------------- |
| Ascendidos | Europa Point FC                       |
| Ascendidos | Gibraltar United                      |

| Pos | Ascendidos a la Football League 2014/15 |
| --- | --------------------------------------- |
| 1º  | Britannia XI FC                         |

| Prom | Descendidos de la Football League 2013/14 |
| ---- | ----------------------------------------- |
| 8º   | Gibraltar Phoenix                         |

## Equipos
| Club                       |
| -------------------------- |
| Boca Juniors               |
| Cannons FC                 |
| College Pegasus            |
| Europa Point Football Club |
| Gibraltar Phoenix          |
| Gibraltar United           |
| FC Hound Dogs              |
| Football Club Magpies      |
| Football Club Olympique    |
| Leo Parilla FC             |
| Angels FC                  |
| Mons Calpe SC              |
| Red Imps                   |
| Gibraltar Scorpions        |

## Tabla acumulada
|                               | Pos. | Equipo              | PJ | PG | PE | PP | GF  | GC  | DG   | PTS |
| ----------------------------- | ---- | ------------------- | -- | -- | -- | -- | --- | --- | ---- | --- |
| Asciende a la Football League | 1.   | Gibraltar United    | 26 | 21 | 3  | 2  | 98  | 15  | 83   | 66  |
| Asciende a la Football League | 2.   | Angels FC           | 26 | 21 | 2  | 3  | 76  | 20  | 56   | 65  |
|                               | 3.   | Europa Point        | 26 | 20 | 3  | 3  | 124 | 20  | 104  | 63  |
|                               | 4.   | Gibraltar Phoenix   | 26 | 16 | 3  | 7  | 66  | 43  | 23   | 51  |
|                               | 5.   | Gibraltar Scorpions | 26 | 16 | 2  | 8  | 95  | 33  | 62   | 50  |
|                               | 6.   | Red Imps            | 26 | 12 | 4  | 10 | 56  | 57  | -1   | 40  |
|                               | 7.   | FC Olympique        | 26 | 11 | 4  | 11 | 44  | 52  | -8   | 37  |
|                               | 8.   | Mons Calpe SC       | 26 | 10 | 3  | 13 | 62  | 63  | -1   | 33  |
|                               | 9.   | FC Magpies          | 26 | 9  | 3  | 14 | 38  | 79  | -41  | 30  |
|                               | 10.  | Boca Juniors        | 26 | 5  | 8  | 13 | 35  | 60  | -25  | 23  |
|                               | 11.  | FC Hound Dogs       | 26 | 7  | 0  | 19 | 35  | 65  | -30  | 21  |
|                               | 12.  | College Pegasus FC  | 26 | 6  | 2  | 18 | 29  | 84  | -55  | 20  |
|                               | 13.  | Leo Parilla FC      | 26 | 4  | 5  | 17 | 35  | 92  | -57  | 17  |
|                               | 14.  | Cannons FC          | 26 | 3  | 0  | 23 | 21  | 131 | -110 | 9   |